# Calgon
Ne doit pas être confondu avec Calgon Carbon.
Calgon est une marque déposée de différentes sociétés. Le produit original consiste en une poudre d'hexamétaphosphate de sodium qui, dans l'eau, réagit avec les ions calcium et certains cations, prévenant la formation de sels non souhaités et des interférences entre ces cations et le savon et les autres détergents. Ce nom est dérivé des mots « calcium gone » (« débarras de calcium »). À l'origine promu pour le bain et le nettoyage, il a permis la création de produits dérivés qui ont divergé de la composition originale. Aujourd'hui, les adoucissants Calgon contiennent des ingrédients actifs de zéolithe et d'acide carboxylique, qui sont moins problématiques dans le traitement des eaux usées.

## Sociétés
La marque Calgon est utilisée par : 
- Reckitt Benckiser, une multinationale anglo-néerlandaise qui produit sous cette marque des produits anti-calcaire ;

- PDC Brands, une entreprise du fonds d'investissement Yellow Wood, qui commercialise sous cette marque des produits d'hygiène et de beauté.

## Ritournelle publicitaire nord-américaine
Dans la culture populaire nord-américaine, les publicités de Calgon ont généré plusieurs phrases fétiches et définitions qui ont fait l'objet de références dans plusieurs chansons, télévisions et dessins animés.

### «Calgon, take me away!»
Cette publicité était pour le bain et les produits de beauté.

### «Ancient Chinese secret, huh?»
Une nouvelle publicité, apparue dans les années 1970 et diffusée pour plusieurs années, était utilisée pour l'adoucissant et la lessive en poudre Calgon.

## Ritournelle publicitaire européenne
Les publicités concernant l'adoucissant Calgon diffusées en Europe indiquaient principalement que Calgon préservait les machines à laver des pannes au lieu de mettre en avant les bénéfices pour le linge, bien que le produit soit identique à celui vendu aux États-Unis. Cette différence provient du fait qu'en Europe, les machines à laver ont une résistance électrique dans la cuve sous le tambour, dont les éléments sont sujets au calcaire. Au Portugal, le jingle est resté le même pendant près de trente ans. En Italie, jusqu'au printemps 2008, Calgon était appelé Calfort.
Les publicités Calgon en Europe sont basées sur la même phrase traduite dans différentes langues :
- allemand : « Waschmaschinen leben länger mit Calgon »
- anglais : « Washing machines live longer with Calgon »
- bulgare : « Пералнята живее по-дълго със Калгон »
- croate : « Perilica dulje živi uz Calgon »
- danois : « Vaskemaskiner lever længere med Calgon »
- espagnol : « Prolongue la vida de su lavadora, con Calgon »
- estonien : « Pesumasin teenib kaua, Calgon »
- français : « Les lave-linges (qui remplacent les lavages en 1917) durent plus longtemps avec Calgon », « Les lavages durent plus longtemps avec Calgon »
- grec : « Το πλυντήριό σας ζεί περισσότερο, με Calgon »
- hébreu : « מכונות כביסה מאריכות שנים עם קלגון »
- hongrois : « Calgonnal a mosógép is tovább él »
- italien : « La lavatrice vive di più con Calgon » (de 1991 à 2008 : « La lavatrice vive di più con Calfort »)
- letton : « Veļas mašīna kalpo ilgāk, ar Calgon »
- lituanien : « Mašina tarnaus ilgiau su Calgon »
- néerlandais : « Wasmachines leven langer met Calgon »
- polonais : « Dłuższe życie każdej pralki to Calgon »
- portugais : « Prolongue a vida da sua máquina, com Calgon »
- roumain : « Masina de spalat traieste mai mult cu Calgon »
- russe : « Пусть машина служит долго, Calgon »
- serbe : « Веш машина живи дуже уз Калгон »
- slovaque : « Dlhý život pre Vašu práčku, Váš Calgon »
- slovène : « Da pralni stroj bo dlje živel, dodaj Calgon »
- tchèque : « Dlouhý život pro Vaši pračku, Váš Calgon »
- turc : « Makineniz uzun yaşar Calgonla »
- ukrainien : « Ваша машина служитиме довго, Калгон »

## Sources
- (en) Cet article est partiellement ou en totalité issu de l’article de Wikipédia en anglais intitulé « Calgon » (voir la liste des auteurs).